# Skånska Sjuan
Skånska Sjuan var en konsthantverksgrupp som bildades den 26 september 1960 av sju konsthantverkare från Skåne: silversmeden Elon Arenhill (1922–2018), keramikerna Agne Aronsson (1924–1990) och Lizz Werneroth (1921–2013), träkonstnärerna Gösta Israelsson (1910–1989) och Sigvard Nilsson, Söwe konst (1931–2007) samt textilkonstnärerna Sonja Sundnér (1912–1997) och Alwe Westerlund Bengtsson (1914–2015).
Gruppen blev ett svar på en kritik av utställningen Form 60 i Malmö där många av Skånes konsthantverkare medverkade. De sju konsthantverkarna slog sig samman med avsikt att med gemensamma utställningar ge en samlad bild av vad skånskt konsthantverk både ville och kunde åstadkomma. Skånska Sjuans första utställning ägde rum 1961 på Bäckaskogs slott i Skåne. Därefter följde flera utställningar runt om i landet men också utomlands i Schweiz och Polen. Med den stora utställningen på Röhsska museet i Göteborg 1967 hade gruppen nått sitt mål och visat att skånskt konsthantverk var både vitalt och i hög grad levande. Därefter upplöstes Skånska Sjuan men återuppstod igen 1990 i en sista gemensam utställning som också var en minnesutställning för Gösta Israelsson. 
Skånska Sjuans utställningar fick flera positiva recensioner, bland annat framhölls medlemmarnas materialkänsla som med modern form-och färgkänsla strävade efter en meningsfull skönhet, liksom att den stora bredden av konsthantverk i gruppen ansågs vara en tillgång. Ännu fram till 2021 har det inte funnits några grupperingar som speglat både en inriktning på bredd såväl som på det skånska ursprunget.

## Utställningar
1961 Bäckaskogs slott. Expressen 1961-07-08

1961 Hälsinglands museum, Hudiksvall. Hudiksvallstidningen 1961-10-07; 1961 10-21

1961 Smålands museum, Växjö. Utställningskatalog Röhsska museet, Göteborg 1967

1962 Ystads konstmuseum. Aftonbladet 1962-06-29

1962 Schwedenfenster Zürich, Schweiz. Svenska Dagbladet 1962-04-21

1962 Loeb, Bern, Schweiz. Svenska Dagbladet 1960-11-02

1962 Szczecin, Polen. Utställningskatalog Galleri Valfisken, Simrishamn 1990

1962 Gdynia, Polen. Utställningskatalog Röhsska museet, Göteborg 1967

1963 Bäckaskogs slott. Sölvesborgstidningen 1963-06-19; 1963-06-25

1963 Ansgarsgården, Norrtälje. Svenska Dagbladet 1963-11-23

1963 Landskrona. Utställningskatalog Galleri Valfisken, Simrishamn 1990

1966 Bjärsjölagård. Utställningskatalog Galleri Valfisken, Simrishamn 1990

1967 Röhsska museet, Göteborg. Utställningskatalog Röhsska museet, Göteborg 1967; Göteborgsposten 1967-02-05, Göteborgs-Tidningen 1967-02-26

1990 Galleri Valfisken, Simrishamn. Utställningskatalog Galleri Valfisken, Simrishamn 1990; Ystads Allehanda 1990-08-24